# Husí Lhota
Husí Lhota (en allemand : Gänse-Lhota) est une commune du district de Mladá Boleslav, dans la région de Bohême-Centrale, en Tchéquie. Sa population s'élevait à 159 habitants en 2020.

## Géographie
Husí Lhota se trouve à 8 km à l'est-nord-est de Mladá Boleslav et à 57 km au nord-est de Prague.
La commune est limitée par Kněžmost au nord, par Obrubce et Sukorady à l'est, par Židněves au sud et par Dolní Stakory à l'ouest.

## Histoire
La première mention écrite de la localité date de 1391.

## Transports
Par la route, Husí Lhota se trouve à 11,5 km de Mladá Boleslav et à 68 km du centre de Prague.